# Decatur, Illinois
Decatur, "sojabönans huvudstad", är en stad i centrala Illinois i USA och hade 76 000 invånare år 2010. Staden grundades 1836. Den är residensstad och kommersiellt centrum i Macon County. Decatur ligger utmed Sangamon River och dammen Lake Decatur. Stadskärnan har genomgått förnyelse och förbättringar. Den har till exempel fått nya affärsfasader och fontäner i Central Park.